# فلاستيمير يوفانوفيتش
فلاستيمير يوفانوفيتش هو لاعب كرة قدم بوسني في مركز الوسط، ولد في 3 أبريل 1985 في دوبوي في البوسنة والهرسك. شارك مع منتخب البوسنة والهرسك لكرة القدم. أما مع النوادي، فقد لعب مع كورونا كييلتسى ومانيساسبور ونيتشيتشا.

## وصلات خارجية
- فلاستيمير يوفانوفيتش على موقع الاتحاد الأوربي (الإنجليزية)
- فلاستيمير يوفانوفيتش على موقع قاعدة بيانات كرة القدم.إي يو (الإنجليزية)
- فلاستيمير يوفانوفيتش على موقع ناشيونال فوتبول تيمز (الإنجليزية)
- فلاستيمير يوفانوفيتش على موقع Soccerway.com (الإنجليزية)